# Hypogeococcus hamoni
Hypogeococcus hamoni är en insektsart som beskrevs av Miller 1983. Hypogeococcus hamoni ingår i släktet Hypogeococcus och familjen ullsköldlöss. Inga underarter finns listade i Catalogue of Life.